# Malpica de Tajo
Malpica de Tajo – gmina w Hiszpanii, w prowincji Toledo, w Kastylii-La Mancha, o powierzchni 79,59 km². W 2011 roku gmina liczyła 2091 mieszkańców.